# Хевиз
Хевиз (мађ. Hévíz) град је у средишњој Мађарској. Хевиз је град у оквиру жупаније Зала.
Град има 4.318 становника према подацима из 2010. године.
Хевиз је једна од познатих бања у Мађарској.

## Географија
Град Хевиз се налази у западном делу Мађарске. Од престонице Будимпеште град је удаљен 190 километара западно.
Хевиз се налази у западном делу Панонске низије, близу језера Балатон. Град се налази и на најјужнијим падинама Бакоњске горе. У средишњем делу града налази се омање истоимено језеро, чија вода има лековита својства. Око датог језера развило се данашње насеље.

### Знаменитости
- Римска вила из 4. века у Егређу
- Заштићено мочварно подручје, заштићена шума и парк
- Шеталиште Др. Сцхулхоф Вилмос и Сеталоутца (улица Ракоцзи)
- 1998. године предата је нова римокатоличка црква Светог Духа са седам торњева.
- Црква из 13. века налази се у Егређу - некадашњем самосталном насељу.
- Кроз насеље пролази Национална плава тура.
- Егреги вински барови
- Реформисана евангелистичка црква
- Црква Срца Исусовог Егрегии
- Вијећница и трг испред Вијећнице, украсна фонтана звана Нимфа
- Пантеон града Хевиза
- Парк скулптура
- Свети Андреј на крсту
- Хевиз бања и болница за реуматизам Сзент Андрас
- Гробница римског војника
- Историјске виле
- Римске рушевине врт
- Музејска збирка/биоскоп Фонтана
- Калварија - у округу Егреги
- Природна стаза локвања и видиковац над крошњама
- Фестетицс Скуаре и 3Д модел Тофурдоа
- Музеј Егређи, који је отворио своја врата 2016. године

## Партнерски градови
- Пјатигорск
- Чазма
- Гуејлин